# Dent d’Orlu
Dent d’Orlu lub Pic de Brasseil – szczyt w Pirenejach. Leży w południowej Francji, w departamencie Ariège, przy granicy z Hiszpanią. Należy do Pirenejów Wschodnich.